# Marin Berlakovich
Marin Berlakovich (* 1982 in Oberpullendorf) ist ein österreichischer Journalist und Hörfunk- und Fernsehmoderator.

## Leben und Karriere
Marin Berlakovich wurde 1982 im burgenländischen Oberpullendorf geboren und ist  in Großwarasdorf/Veliki Borištof aufgewachsen. Er gehört der burgenländisch-kroatischen Volksgruppe an. Berlakovich studierte Slawistik mit den Sprachen Bosnisch/Kroatisch/Serbisch und Russisch.
Seit 2015 ist Berlakovich als Moderator und Redakteur für das ORF-Landesstudio Burgenland tätig und präsentiert seit 2016 die kroatische Volksgruppensendung des ORF „Dobar dan Hrvati“ im Fernsehen. Dazu moderiert er verschiedene Radiosendungen auf Radio Burgenland und gehört seit 2020 auch dem Moderationsteam von Burgenland heute an.
Im Mai 2019 führte Berlakovich erstmals durch die ORF-Minderheitensendung Heimat Fremde Heimat. Seit 2025 moderiert Berlakovich "Daheim - Das Volksgruppenmagazin" auf ORF2.